# Down to the Waterline
Albums de Dire Straits
Communiqué
(1979)
Down to the Waterline est une chanson écrite par Mark Knopfler et tirée de l'album Dire Straits du groupe éponyme en 1978. Cette chanson a notamment servi de présentoir du groupe, et a été envoyée avec d'autres morceaux dont Sultans of Swing à Charlie Gillett. Les morceaux qui lui ont été envoyés ont permis au groupe d'obtenir leur premier contrat d'enregistrement,. Le single Water of Love se trouve à sa suite.

## Paroles et musique
Les paroles de Down to the Waterline parlent d'un bref rendez-vous amoureux. Selon le frère de Mark Knopfler et membre de Dire Straits, David Knopfler, les idées de la chanson sont basées sur les souvenirs d'adolescence de Mark, lorsqu'il marchait le long de la rivière Tyne la nuit sous les lumières avec sa petite amie de l'époque.
J. Greg Robertson, critique pour Hartford Courant, à propos du début de la chanson : « l'introduction douce et envoûtante avec la guitare électrique et des cymbales passe brusquement à une mélodie puissante avec une autre voix semblable à Lou Reed qu'est celle de [Mark] Knopfler ». Le magazine High Fidelity commente l'imagerie érotique « tendre, passionnée et pourtant non sentimentale » de la chanson. Hi-Fi News and Record Review évoque une chanson « rebondissante et percutante » quand The Rolling Stone Album Guide complimente le « groove galopant » de la chanson.
Bubert Bauch, critique pour le Montreal Gazette, affirme que Once Upon a Time in the West, la chanson qui ouvre le deuxième album de Dire Straits, ressemble beaucoup à Down to the Waterline, qui a ouvert leur premier album. Warren Robak souligne également des similitudes pour 'News-Pilot : les deux chansons sont « des [ballades] animées sur un amour passé » qui commencent par « une introduction à la guitare tremblante, puis [poursuivent] dans des licks de guitare doux ».

## Critique
Paul Rees classe pour Classic Rock Down to the Waterline comme la 9e plus grande chanson de Dire Straits, citant « la guitare qui sonne et la voix imprégnée de nicotine de Mark Knopfler, ses paroles cinématographiques et le shuffle naturel de la section rythmique ». Cary Darling fait l'éloge de la chanson dans un article pour Billboard en la décrivant comme supérieure aux autres chansons d'amour de l'album, y compris Water of Love. Le journaliste qualifie les paroles de « frappantes » mais « sans clichés ». Il met aussi l'accent sur le son de corne de brume de mauvais augure qui ouvre la chanson, du jeu de guitare en quick finger picking de Knopfler et de la forte cohésion du groupe sur cette chanson.
Down to the Waterline apparait au total sur trois albums de Dire Straits. Une première fois sur l'album d'origine en 1978, Dire Straits, puis en 1988 sur le best of Money for Nothing, et enfin en 1995 sur Live at the BBC.